# Gron (Cher)
 Gron  es una comuna y población de Francia, en la región de Centro, departamento de Cher, en el distrito de Bourges y cantón de Baugy.
Su población en el censo de 1999 era de 426 habitantes.
Forma parte del Camino de Santiago (Via Lemovicensis).
Está integrada en la Communauté de communes de la Champagne Balgycienne .

## Demografía
| 487 | 438 | 365 | 302 | 341 | 426 |
| Para los censos de 1962 a 1999 la población legal corresponde a la población sin duplicidades (Fuente: INSEE [Consultar]) |     |     |     |     |     |